# 山田ヒロ
山田 ヒロ（やまだ ひろ、1月25日 - ）は、日本の男性ナレーター。CUVE所属。大阪府大阪市出身。

## 来歴
- 2000年春 FM大阪が開催する「fm Osaka DJアカデミー」の7期生として卒業。
- 2000年夏 開局したコミュニティーFM「FM宝塚」でお昼の帯番組「LoveLove宝塚」では木曜パーソナリティーを担当。
- 2001年から2年間、「日本トラフィックネットワーク」と提携し、在阪AM各局にてヘリリポーターとして交通情報を展開。
- 2003年 提携終了に伴い上京を決意。「オフィスアール」へ。
- 2003年 夏TVK他「Channel-a」のレギュラー獲得。約2年半担当。

他に、プロレスイベント「ファンタジーファイトWRESTLE-1」ではリングアナ、マイクベルナルドファンミーティングin大阪でのMCなど、ナレーション以外の仕事もする。
プライベートでは、趣味で始めたアーチェリー(コンパウンド部門)の腕前で、2007年全日本社会人選手権大会にて準優勝。70mWクラス元日本記録保持者でもある。

## 出演

### テレビ
- 箱根駅伝予選会特番 (日本テレビ)
- 完全格闘技パンクラス (日本テレビ)
- AAAキズナ合宿2 (テレビ朝日)
- AAAキズナ合宿3 (テレビ朝日)
- カンニング竹山オレの映像買ってくれ (テレビ朝日)
- TKYOプレゼンナイト（フジテレビ）
- X-マン〜何か聞きたいことある？〜 （フジテレビ）
- あにむす! (テレビ東京)
- 爆丸キッド (テレビ東京)
- サッカー伝説 (テレビ東京)
- 再発見!名古屋メシ美女と野獣のグルメ旅 (テレビ東京)
- ハネダのはなし (テレビ神奈川)

- 貴船まつり (テレビ神奈川)

- Channel-a (テレビ神奈川)
- ハマナビ（テレビ神奈川）[2]
- クルマでいこう！（テレビ神奈川）
- TOMORROW (NHK BS1)
- ぜひもの (BS朝日)
- 世界水泳選手権 (BS朝日)
- フィギュアグランプリシリーズ (BS朝日)
- 世界女王浅田真央の挑戦の奇跡 (BS朝日)
- 3D★3D (BSフジ)
- BOAT RACEライブ(BSフジ)
- 泉秀樹の歴史を歩く（J:COM）
- ダレンシャン公開特番 (CS)
- まねんのか2009 (CS)
- フジロックフェスティバル (CS)
- カン・ジファンスペシャル (CS)
- サムライプロレス中継 (CS)

### CM
- ラウンドワン
- ボーねり
- スーパーガム
- ザイザルコンテンツ

### DVD
- アントニオ猪木デビュー50周年記念
- 蝶野正洋25周年記念
- 新日本プロレス昭和秘蔵列伝
- 不沈艦伝説スタン・ハンセン
- 超獣伝説 ブルーザー・ブロディ DVD-BOX
- 前田日明デビュー35周年記念DVD-BOX
- AKB48メイキング

### その他
- ヒンデンブルグ 劇場公開予告
- ワイルド・スピード EURO MISSION 特番 web版ナレーション
- 劇場版『遊☆戯☆王』公開直前スペシャル! ナレーション